# Krogstrup Sogn
Krogstrup Sogn er et sogn i Frederikssund Provsti (Helsingør Stift).
I 1800-tallet var Krogstrup Sogn anneks til Kyndby Sogn. Begge sogne hørte til Horns Herred (Sjælland) i Frederiksborg Amt. Kyndby-Krogstrup sognekommune blev ved kommunalreformen i 1970 indlemmet i Jægerspris Kommune, der ved strukturreformen i 2007 indgik i Frederikssund Kommune.
I Krogstrup Sogn ligger Krogstrup Kirke.
I sognet findes følgende autoriserede stednavne:
- Dalby (bebyggelse)
- Dalby By (bebyggelse, ejerlav)
- Dalby Huse (bebyggelse)
- Krogstrup (bebyggelse)
- Krogstrup By (bebyggelse, ejerlav)
- Lyngerup (bebyggelse)
- Lyngerup By (bebyggelse, ejerlav)
- Ny Krogstrup (bebyggelse)
- Onsved (bebyggelse)
- Onsved By (bebyggelse, ejerlav)
- Ordrupholm (bebyggelse)
- Orebjerg (landbrugsejendom)
- Orebjerg Hgd. (landbrugsejendom, ejerlav)
- Pagterold (ejerlav, landbrugsejendom)
- Solbakke (bebyggelse)
- Storgården (landbrugsejendom)
- Svanholm (landbrugsejendom)
- Svanholm Hgd. (landbrugsejendom, ejerlav)